# V Crateris
V Crateris är en kortperiodisk förmörkelsevariabel av Algol-typ (EA/KE:) i stjärnbilden Bägaren. 
Stjärnan varierar mellan fotografisk magnitud +9,9 och 10,5 med en period av 0,7020361 dygn eller 16,84887 timmar.